# Новгород-Сіверський (морська самохідна суховантажна баржа)
«Новгород-Сіверський» — морська самохідна суховантажна баржа проєкту 1526, яка входила до складу Військово-морських сил України. Мав бортовий номер U761. Названа на честь міста Новгород-Сіверський.

## Особливості проєкту
Дане судно належить до серії невеликих цивільних морських суховантажних суден проєкт 1526, тип С-201, розробленого в ЦПКБ-3. Ці баржі будувалися на Іллічівському СРЗ (Одеська область) в період з 1959 по 1963 роки та експлуатувалися в Чорноморсько-Азовському басейні у складі Чорноморського, Новоросійського і Грузинського морських пароплавств ММФ СРСР. Суховантаж мав два вантажних трюма та поворотний кран на головній палубі. Кілька суховантажів (4 од.) були побудовані для ВМФ СРСР, і призначалися для забезпечення повсякденної та бойової діяльності флоту.

## Історія
Морська самохідна суховантажна баржа «МБСС-5200» була побудована в Іллічівську на СРЗ №490 в 1959 році (заводський №334). Вступила до складу Чорноморського флоту. Згідно з Договором про розділ Чорноморського флоту в 1997 році судно відійшло Україні. У ВМС України судно отримало нову назву — «Новгород-Сіверський» (бортовий U761). 30 листопада 2004 року судно було виключено зі списків ВМС України.